# Nisitrus sumatrensis
Nisitrus sumatrensis är en insektsart som först beskrevs av Rehn, J.A.G. 1909.  Nisitrus sumatrensis ingår i släktet Nisitrus och familjen syrsor. Inga underarter finns listade i Catalogue of Life.